# Xian de Yiliang (Kunming)
Pour les articles homonymes, voir Yiliang.
Le xian de Yiliang (宜良县 ; pinyin : Yíliáng Xiàn) est un district administratif de la province du Yunnan en Chine. Il est placé sous la juridiction de la ville-préfecture de Kunming.

## Démographie
La population du district était de 389 618 habitants en 1999.
La population du district était de 419 400 habitants en 2010.